# 小行星16247
小行星16247（16247 Esner）是一颗绕太阳运转的小行星，为主小行星带小行星。该小行星于2000年4月28日发现。

## 轨道参数
小行星16247的轨道半长轴为2.8513942 UA，离心率为0.084。